# Santa Ana Zicatecoyan
Santa Ana Zicatecoyan är en ort i Mexiko.   Den ligger i kommunen Tlatlaya och delstaten Mexiko, i den södra delen av landet, 150 km sydväst om huvudstaden Mexico City. Santa Ana Zicatecoyan ligger 998 meter över havet och antalet invånare är 1 547.
Terrängen runt Santa Ana Zicatecoyan är lite bergig. Runt Santa Ana Zicatecoyan är det ganska glesbefolkat, med 47 invånare per kvadratkilometer. Närmaste större samhälle är Amatepec, 12,8 km norr om Santa Ana Zicatecoyan. I omgivningarna runt Santa Ana Zicatecoyan växer huvudsakligen savannskog.